# Mannheimer (släkt)
För andra betydelser, se Mannheimer.
Mannheimer är en släkt härstammande från handlanden Heiman Mannheimer och Adelheid Bing. Deras son Theodor Mannheimer, som var född i Köpenhamn, bosatte sig 1855 i Göteborg.

## Släktträd i urval
Theodor Mannheimer (1833–1900), bankdirektör
- Otto Mannheimer (1860–1924), advokat och politiker
- + Charlotte Mannheimer (1866–1934), konstnär och mecenat, gift med Otto Mannheimer
  - Edgar Mannheimer (1904–1965), läkare och professor
    - Bodil Mannheimer (1935–2023), skådespelare
    - Otto Mannheimer (född 1944), kulturjournalist, gift med utrikeskorrespondenten Cecilia Uddén
      - Edgar Mannheimer (född 1993), journalist
- Herman Mannheimer (1867–1942), finansman
  - Gunnar Mannheimer (1898–1942), bankdirektör
    - Irène Mannheimer (1931–2023), konsertpianist

  - Ted Mannheimer (1907–1996), bankdirektör
- Carl Mannheimer (1868–1952), läkare
  - Love Mannheimer (1904–1995), advokat
    - Sören Mannheimer (1934–2016), jurist och kommunpolitiker
    - + Carin Mannheimer (1934–2014), regissör, manusförfattare och författare, gift 1957–1977 med Sören Mannheimer
      - Anna Mannheimer (född 1963), programledare och journalist

    - Jon Mannheimer (född 1936), advokat
      - Clara Mannheimer (född 1968), radioprogramledare